# Agorius gracilipes
Agorius gracilipes är en spindelart som beskrevs av Tord Tamerlan Teodor Thorell 1877. Agorius gracilipes ingår i släktet Agorius och familjen hoppspindlar. Inga underarter finns listade i Catalogue of Life.